# Flutmauer
Eine Flutmauer (oder Hochwassermauer) ist eine hauptsächlich vertikale, künstliche Barriere, die dazu konzipiert ist, das Wasser eines Flusses oder einer anderen Wasserstraße, das während saisonaler oder Extremwetterereignisse auf ein ungewöhnliches Niveau ansteigen kann, vorübergehend einzudämmen. Flutmauern werden vor allem dort eingesetzt, wo der Platz knapp ist, z. B. in Städten, oder wo der Bau von Deichen oder Dämmen andere Interessen beeinträchtigen würde, z. B. bestehende Gebäude, historische Architektur oder die kommerzielle Nutzung von Deichen.

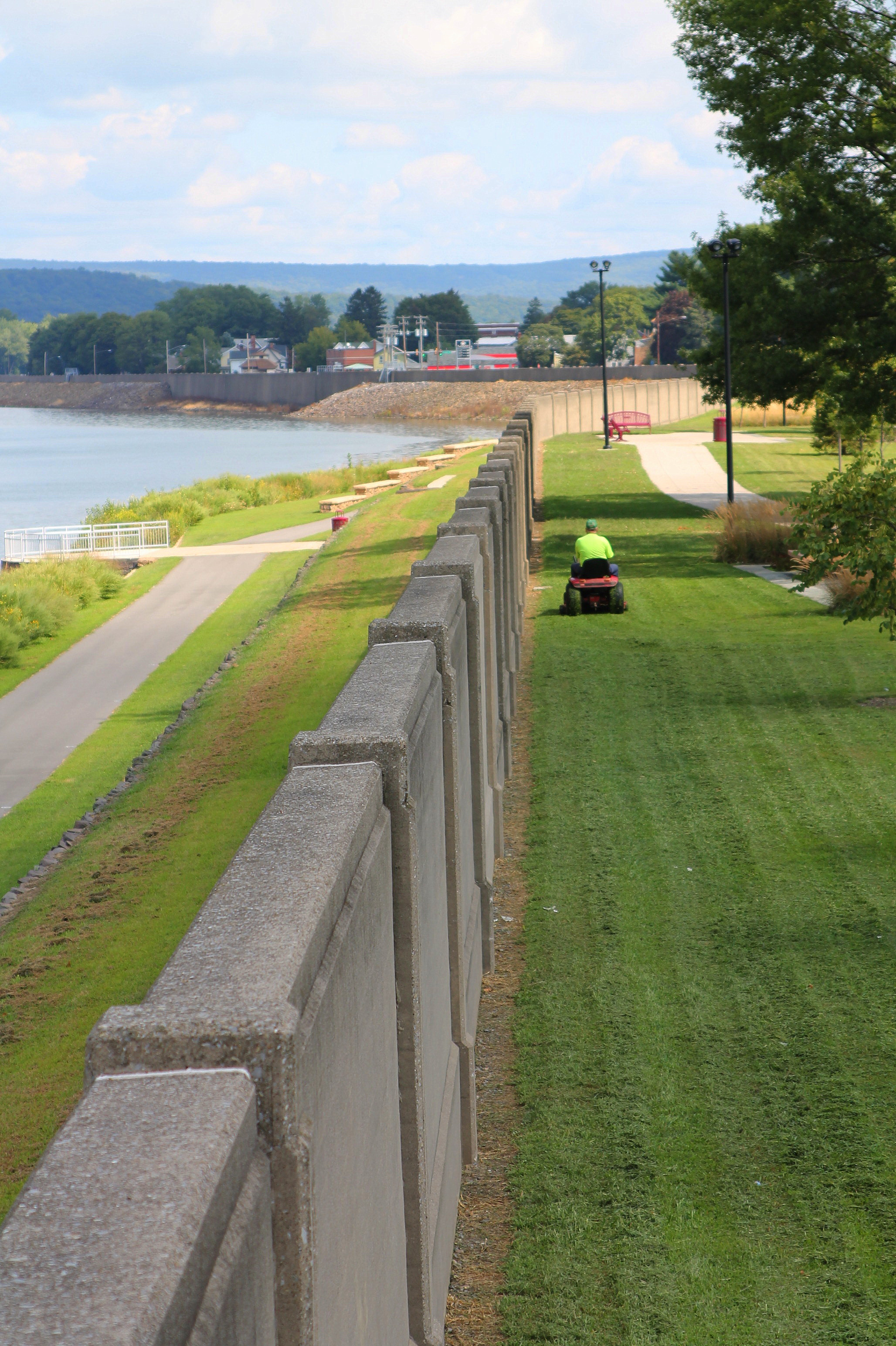
Flutmauer in Sunbury, Pennsylvania

Hochwasserschutzwände werden heutzutage hauptsächlich aus vorgefertigten Betonelementen gebaut. Hochwasserschutzmauern haben oft Schleusen, große Öffnungen, die den Durchgang ermöglichen, außer bei Hochwasser, wenn sie geschlossen sind. Da eine Flutmauer im Vergleich zu Deichen meist aus relativ kurzen Elementen besteht, sind die Verbindungen zwischen den Elementen entscheidend, um ein Versagen der Flutmauer zu verhindern.
Die beträchtlichen Kosten für Flutmauern lassen sich durch den Wert des gewerblichen Eigentums rechtfertigen, das auf diese Weise vor Schäden durch Hochwasser geschützt wird.

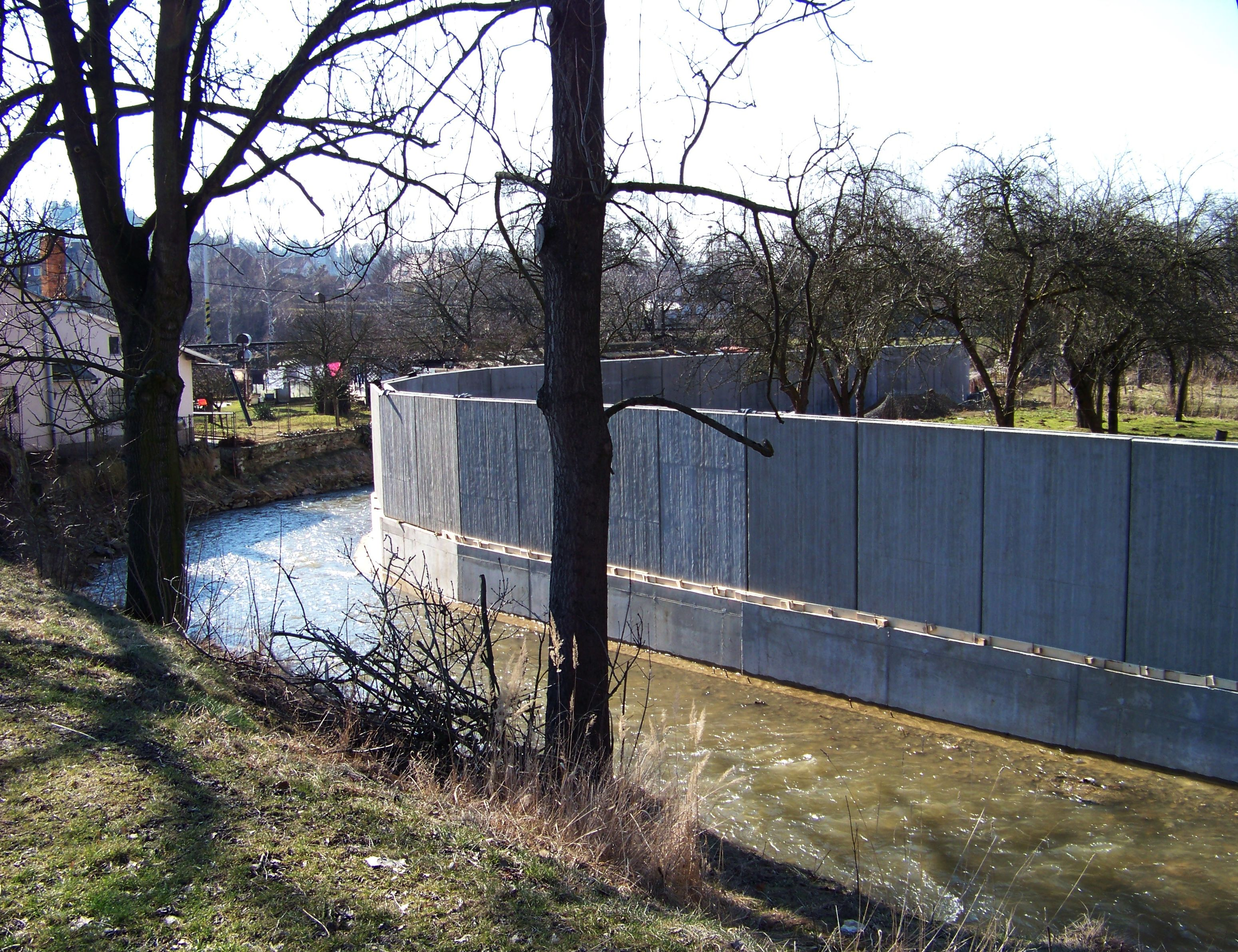
Flutmauer in Zruč nad Sázavou, Tschechien
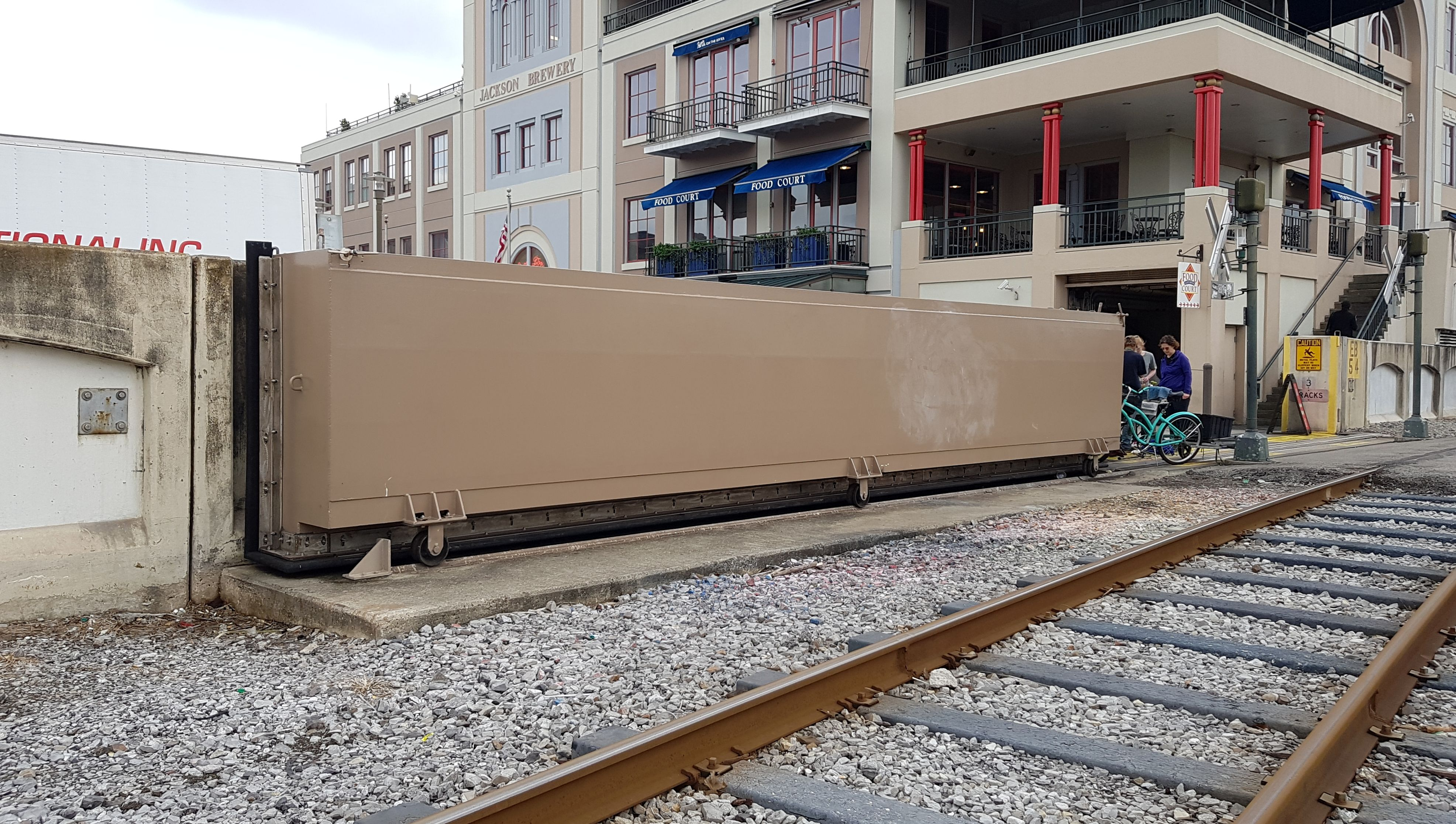
Flutmauer mit Schiebetor, New Orleans French Market (1986)